# Волчихин, Владимир Иванович
Влади́мир Ива́нович Волчи́хин (род. 18 января 1946, Пачелма, Пензенская область) — российский руководящий работник высшей школы. Доктор технических наук, профессор. Заслуженный деятель науки России (2004). Почётный работник науки и техники РФ (2013). Почётный гражданин города Пензы (2016).
Президент Пензенского государственного университета с 2013 года.
Руководитель научно-педагогической школы ПГУ «Боеприпасы и взрыватели, интеллектуальные системы обнаружения, идентификации объектов и аутентификации личности».
Специалист в области проектирования автономных исполнительных устройств и системного распознавания образов.

## Биография
Родился 18 января 1946 года в рабочем посёлке Пачелма Пензенской области. 
В 1968 году окончил Пензенский политехнический институт.
В 1982 году возглавил кафедру кибернетических устройств и систем распознавания образов. В 1986 году был назначен 1-м проректором Пензенского государственного технологического университета, а с 1999 года стал ректором Пензенского государственного университета.
В 1992 году Владимир Иванович Волчихин получил звание профессора, а 1993 году стал членом-корреспондентом Российской академии ракетных и артиллерийских наук. Он является крупным специалистом в области проектирования автономных исполнительных устройств и систем распознавания образов.
Получил звание доктора технических наук, затем профессора и почётного работника высшего образования РФ. Был ректором  Пензенского государственного университета с 1999 по 2013 года, а с 2013 стал президентом Пензенского государственного университета.
Будучи ректором университета, многое сделал для развития высшего образования в Пензенской области. В эти годы открылся медицинский институт, создан 21-й региональный центр Федерации интернет-образования, произошло совершенствование материальной базы университета, построен учебный корпус № 9 (второй по величине учебных площадей в университете), отреставрирован корпус № 10. ПГУ трижды входил в число 100 лучших вузов России в рамках конкурса «Европейское качество».    
Full Professor и Grand Doctor Philosophy Европейской академии информатизации, член-корреспондент Российской академии ракетных и артиллерийских наук, действительный член Международной академии информатизации.

## Научная деятельность
Владимир Иванович написал около 350 научных трудов, в том числе 11 монографий ("Хронометрические приборы и системы", "Автодинные датчики автономных систем управления"), 50 учебно-методических пособий, 130 статей в ведущих научных журналах, 70 авторских свидетельств и патентов, 8 из которых были внедрены в серийное производство. Под его руководством было выполнено свыше 30 научно-исследовательских работ по федеральным целевым проектам.
Внёс большой вклад в развитие отечественной науки; является председателем двух диссертационных советов.
Руководитель научно-педагогической школы ПГУ «Боеприпасы и взрыватели, интеллектуальные системы обнаружения, идентификации объектов и аутентификации личности».
Подготовил к защите 16 кандидатов и 19 докторов технических наук. Среди известных учеников В. И. Волчихина - ректор ПензГТУ Д. В. Пащенко и первый проректор ПГУ Д. В. Артамонов. 
Некоторые труды:
- Волчихин В. И. О возрастании роли безопасности информационных технологий в современных условиях // Сборник научных статей по материалам II Всероссийской научно-технической конференции «Безопасность информационных технологий». Пенза: Изд-во ПГУ, 2020. С. 3-5.

- Вашкевич Н. П., Волчихин В. И., Бикташев Р. А. Автоматное представление алгоритмов управления параллельными процессами в задаче «писатели — читатели» на основе концепции недетерминизма и механизма монитора // Известия высших учебных заведений. Поволжский регион. Технические науки. — 2015. — № 3 (35). — С. 65-76.

- Курносов В. Е., Волчихин В. И., Покровский В. Г. Логико-математические модели в задачах проектирования электронной аппаратуры и приборов: монография. Пенза: Изд-во ПензГТУ, 2014. 148 с.

- Волчихин В. И., Артамонов Д. В. Построение математических моделей нетерогенных структур с использованием декомпозиционного подхода // Известия высших учебных заведений. Поволжский регион. Физико-математические науки. 2011. № 3. С. 61-68.

- Волчихин В. И., Геращенко С. И., Геращенко С. М. Джоульметрические медицинские приборы и системы: монография. Москва: Изд-во РАН, 2008.

- Волчихин В. И., Иванов А. И., Фуников В. А. Быстрые алгоритмы обучения нейросетевых механизмов биометрико-криптографисекой защиты информации: монография. Пенза:ИИЦ ПГУ, 2005.

- Волчихин В. И., Иванов А. И. Основы обучения искусственных нейронных сетей: учеб. пособие. Пенза:ИИЦ ПГУ, 2004.

## Награды и звания

### Награды
- Орден Почёта (1999)[7];
- Орден «За заслуги перед Пензенской областью» II степени (2021)[8];
- Юбилейная медаль «300 лет Российскому флоту»;
- Медаль «За заслуги в проведении Всероссийской переписи населения» (2002);
- медаль имени В. И. Рдултовского ГУП НИИ «Поиск», «За заслуги в создании вооружения и военной техники» (РАРАН);
- Почётная грамота Президента Российской Федерации (2023)[9];
- Благодарность Президента Российской Федерации (1996)[10];
- Премия Правительства Российской Федерации в области образования (2008)[11];
- медаль К. Д. Ушинского (2005);
- Почётный знак «За отличные успехи в области высшего образования СССР» (1983);
- Юбилейная медаль «100 лет профсоюзам России» (2005);
- Медаль «За заслуги в проведении Всероссийской сельскохозяйственной переписи»  (2006);
- Медаль ордена «За заслуги перед Пензенской областью» (8 февраля 2016 года)[12];
- Памятный знак «За заслуги в развитии города Пензы» (2008)[13];
- Юбилейная медаль «В память 350-летия Пензы» (2013)[14];
- Медаль П.И. Паршина (2017)[15].

### Почётные звания
- Почётный работник высшего профессионального образования Российской Федерации (1993);
- Заслуженный деятель науки Российской Федерации (2004)[16];
- Почетный профессор Пензенского государственного университета (2013)[17];
- Звание «Заслуженный работник образования Пензенской области» (2015)[18];
- Почётный гражданин города Пензы (2016)[19][20].